# Bhardagarh
Bhardagarh (o Bhardarwah) fou un estat tributari protegit del tipus zamindari, al districte de Chhindwara a les Províncies Centrals, tocant pel sud amb l'estat d'Almodh. Estava format per 37 pobles amb una població, l'any 1881, de 2.880 habitants; el jagirdar, que era gond, rebia un subsidi de 8 lliures a canvi de no cobrar taxes als peregrins, i pagava un tribut de 3 lliures. La capital estava situada a Tikadhana o Panjra, un poble amb només 341 habitants, situat a la part sud-oest de l'estat.